# Хронология Второй ливанской войны
Хронология Второй ливанской войны

## 12 июля

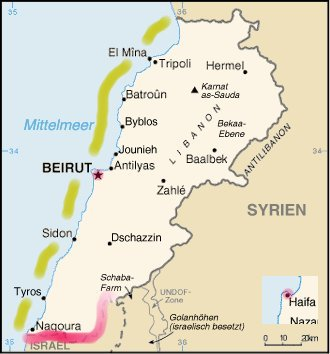
Карта конфликта, жёлтым цветом обозначена морская блокада побережья Ливана израильским военно-морским флотом, красным цветом — районы боевых действий.

Примерно в девять часов утра боевики организации «Хезболла» подвергли ракетно-миномётному обстрелу укреплённый пункт «Нурит» и приграничный населённый пункт Шломи и, перейдя израильско-ливанскую границу на севере Израиля, совершили нападение на приграничный патруль из двух автомобилей Хамви.
При обстреле были ранены 11 человек.
В результате нападения погибли восемь и были ранены три израильских военнослужащих. Двое военнослужащих — Эхуд Гольдвассер и Эльдад Регев — были похищены. (Их тела были возвращены Израилю 16 июня 2008 года в ходе обмена пленными.)
«Хезболла» предлагает израильскому правительству «сделку»: три группировки («Хамас», «Комитеты народного сопротивления» и «Исламская армия») освободят захваченного 18 дней назад израильского военнослужащего Гилада Шалита, а «Хезболла» — двоих похищенных на ливано-израильской границе военнослужащих ЦАХАЛа, если Израиль выпустит из тюрем несколько тысяч палестинских и ливанских заключённых.
Примерно в 11 часов утра израильская армия начинает активные военные действия в районе границы и входит на территорию Южного Ливана с целью найти двух похищенных солдат и нанести удар по позициям «Хезболлы» в пограничных районах. В район границы срочно перебрасываются дополнительные подразделения. Израильские вертолёты наносят удары по пусковым площадкам РСЗО и укреплениям «Хезболлы» на ливанской территории, а также по мостам через реку Литани с целью перекрыть пути отхода и доставки боеприпасов. Истребители-бомбардировщики совершают облёты Южного Ливана.
В подразделениях ливанской армии на юге страны объявлена тревога. В данной зоне также находятся военнослужащие из состава Временных сил ООН (UNIFIL — UN Interim Force in Lebabon), занимающиеся исключительно патрулированием и наблюдением в районе ливано-израильской границы.
В ходе боевых действий и в результате ракетных обстрелов со стороны Ливана убиты семеро военнослужащих израильской армии. Ещё восемь израильских военнослужащих получили ранения, подбит (по другим сообщениям, подорвался на мине) израильский танк.
Представители «Хезболлы» утверждают, что правительство Ливана непричастно к её нападению, не давало на него разрешения и не знало о нём.
Со своей стороны, премьер-министр Израиля Эхуд Ольмерт заявляет по поводу эскалации напряжённости на ливанско-израильской границе: «Израиль переживает тяжёлые дни. На юге и севере есть некоторые элементы, желающие испытать нас на прочность. Их ожидает провал, наша реакция будет жёсткой, и мы заставим их заплатить высокую цену»… Эхуд Ольмерт заявил, что расценивает нападение боевиков «Хезболлы» на израильских военнослужащих не как теракт, а как проявление государственной политики Ливана, как объявление войны Израилю без каких-либо причин: «Ливанское правительство, в которое входит „Хезболла“, пытается нарушить стабильность региона. Ливан несёт ответственность за произошедшее, и Ливану придётся расплатиться за это». По мнению Эхуда Ольмерта, антиизраильская акция была скоординирована с руководством Ирана.
Премьер-министр Израиля заявляет о своём распоряжении провести широкомасштабную антитеррористическую операцию в Южном Ливане. Позиция Израиля в отношении переговоров об освобождении заложников остаётся неизменной: «Мы не подчинимся требованиям террористов. Никаких переговоров с террористическими организациями не будет».
Операция получает кодовое наименование «Достойное возмездие» (ивр. שכר הולם‎ «саха́р холе́м»).

## 13 июля
Власти Ливана призывают Израиль к перемирию, заявляя, что не знали о готовившейся акции боевиков «Хезболлы». Операция израильтян в Ливане и ответные ракетные обстрелы населённых пунктов Израиля приводят к самому серьёзному обострению обстановки за последние 10 лет.

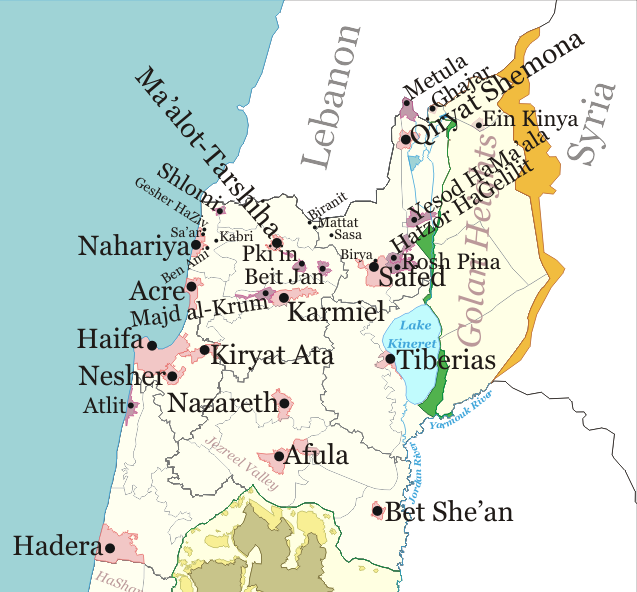
Населённые пункты Израиля, подвергшиеся обстрелу «Хезболлы»

Примерно в 7 часов утра по ближневосточному времени начался обстрел ракетами северных приграничных городов Израиля боевиками «Хезболлы». Одна женщина в городе Нагария погибла от прямого попадания снаряда. Чудом удалось избежать многочисленных жертв, когда ракета упала вблизи заправочной станции.

Одиннадцать человек пострадали в результате ракетного обстрела боевиками группировки «Хезболла» города Цфат на севере Израиля, пострадавшие госпитализированы, один из них — в тяжелом состоянии. Ракеты разорвались на территории Центра абсорбции — общежития для новых репатриантов. Примерно в это же время боевики «Хезболлы» обстреляли Мадж эль-Крум в районе города Кармиэль на севере Израиля, в 40 км от Хайфы. Три человека получили ранения.
Израиль блокирует воздушное пространство и морские порты Ливана. Повреждены все три взлётно-посадочные полосы аэропорта в Бейруте.

## 14 июля
Израильская авиация наносит удары по базам «Хезболлы», автомагистралям, вышкам мобильной связи. Лидер группировки «Хезболла» Хассан Насралла объявляет «открытую войну» Израилю после того, как израильские войска обстреляли его штаб-квартиру в Бейруте.

## 15 июля
Израильская авиация продолжает авианалёты в Ливане, нанося удары по мостам, автозаправочным станциям на юге и востоке страны. Операция против Ливана получила новое название «Смена направления» (ивр. שינוי כיוון‎ «шину́й киву́н»).
В центре Ливана больше других пострадал южный пригород Бейрута Дахия, в частности кварталы Харет-Хорейк и Губейри — оплот группировки «Хезболла». Здания, в которых размещались руководящие военные и религиозно-политические структуры этой организации, разрушены полностью. Уничтожена студия подконтрольной группировке телекомпании «Аль-Манар».
Бомбардировкам подверглись города Триполи, Сайда, а также Джуния, Амшит и Батрун, где проживают ливанские христиане. Дважды удары наносились по Баальбеку — второму по значимости центру «Хезболлы» в восточной части долины Бекаа. Как утверждают ливанцы, не осталось ни одного целого моста через реку Литани, отделяющую юг Ливана от остальной страны. Повреждены все стратегические шоссе Ливана. Общее число жертв от налетов израильской авиации превышает 110 человек. Число беженцев с юга страны и из южных пригородов Бейрута составило 26 тыс. человек.
Хезболла подвергла ракетному обстрелу города Хайфа, Цфат, Кармиэль, Нагария, Пкиин, Хацор Ха-Глилит и Цурейли, а также мошав Мирон и кибуцы в Галилее.
Премьер-министр Эхуд Ольмерт выдвигает три условия прекращения военных действий в Ливане:
- освобождение двух похищенных солдат;
- прекращение ракетных обстрелов Израиля;
- выполнение резолюции 1559 Совета безопасности ООН о разоружении нерегулярных вооружённых формирований в Ливане и контроле правительства Ливана над всей ливанской территорией.

## 16 июля
Лидеры стран «Большой восьмёрки» на саммите в Петербурге возлагают вину за резкий всплеск напряжённости на Ближнем Востоке на «экстремистов». Они принимают заявление с призывом к Израилю проявлять максимальную сдержанность, а к группировке «Хезболла» — освободить двух израильских солдат.
В заявлении говорится, что освобождение израильских военных и прекращение ракетных обстрелов израильской территории необходимо для создания «условий для прекращения насилия». В текст заявления включены слова о том, что Израиль имеет право на самооборону.
В Ливан прибывает координатор внешней политики Евросоюза Хавьер Солана для переговоров с премьер-министром Ливана. Здесь же находится представитель генерального секретаря ООН.
Руководитель «Хезболлы» Хассан Насралла в своём первом телеобращении с момента начала конфликта заявляет, что «если враг ни перед чем не остановится, мы тоже ни перед чем не остановимся» — битва против Израиля «только начинается».
Боевики группировки «Хезболла» буквально засыпают реактивными снарядами крупнейший израильский портовый город Хайфу. Погибло восемь израильтян. «Хезболла» обстреливает из систем РСЗО «Град» различные районы и населённые пункты Израиля. Есть данные о жертвах.
Противокорабельная крылатая ракета С-802, выпущенная с ливанского берега, поразила израильский корвет «Ханит» типа «Саар-5»
ВВС Израиля окончательно разрушили электростанцию Джие, подававшую электроэнергию на юг Ливана. Вечером израильские самолёты вновь бомбят международный аэропорт Бейрута, что приводит к взрывам и пожару на топливных резервуарах. В море вылилось 10-15 т. нефти, угрожая экологической катастрофой.

## 17 июля
ООН предлагает ввести в Ливан миротворческие силы, сообщил в Санкт-Петербурге генеральный секретарь ООН Кофи Аннан.
Тем временем боевики группировки «Хезболла» наносят ракетный удар по Хайфе, Акко, Цфату и Кармиэлю. По самой Хайфе было выпущено по меньшей мере пять ракет. Сообщается также о ракетных ударах по южным районам Голанских высот. Власти Хайфы и её пригородов просят жителей возвратиться в укрытия В результате обрушения трёхэтажного дома в городе Хайфа ранения получили пять человек. Дом обрушился в результате попадания в него ракеты, выпущенной с территории Ливана.
Израильская авиация наносит удары по северным районам Ливана. В порту Абдех около Триполи в результате авианалёта погибли семь ливанских военнослужащих. Налёт был осуществлён после того, как от ракет группировки «Хезболла» в израильском городе Хайфе погибло восемь человек. Премьер-министр Израиля Эхуд Ольмерт предупреждает, что обстрел Хайфы будет иметь «далеко идущие последствия». Ливанские СМИ сообщают, что в районе Кафар-Шима на юге Ливана был якобы сбит израильский самолёт F-16, но в дальнейшем выясняется, что за самолёт была принята ракета «Зильзаль» иранского производства, неудачно стартовавшая или сбитая при запуске.
По данным израильтян, всякая деятельность в Ливане в результате авиаударов фактически парализована. Разрушены все основные шоссе, различные районы страны оказались отрезаны друг от друга. Бейруту может грозить голод, так как возникли проблемы с доставкой в Бейрут продовольствия из долины Бекаа.
По данным израильской разведки, из Сирии на север Ливана в большом количестве доставляется оружие из Ирана. Самолётами его перебрасывают в Дамаск, а оттуда — грузовиками к ливанской границе.
Полагают, что лидер «Хезболлы» шейх Хасан Насралла и его приближённые ещё 15 июля покинули разбомблённый Бейрут и укрылись в специально подготовленных подземных бункерах в районе города Эль-Хирмиль на северо-востоке Ливана.

## 18 июля

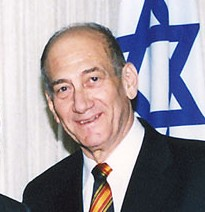
Эхуд Ольмерт

Израильский премьер-министр Эхуд Ольмерт заявил, что Иран причастен к обострению ближневосточного конфликта, которое было необходимо Тегерану, чтобы отвлечь внимание мирового сообщества от проблем, связанных с его ядерной программой.
Глава МИД Израиля Ципи Ливни впервые с начала конфликта выразила готовность к политическому разрешению кризиса. После встречи с представителями делегации генерального секретаря ООН Кофи Аннана она заявила, что в определённых обстоятельствах «Израиль поддержит введение миротворцев на юг Ливана».
Министр общественной безопасности Ави Дихтер также выразил готовность к урегулированию. Для этого «Хезболла» должна вернуть двух израильских военнослужащих, захваченных в плен более недели назад, и прекратить ракетные обстрелы.
Ливан и Израиль посещает миссия ООН, изучающая возможности разрешения конфликта.
Президент Ливана Эмиль Лахуд, которого считают союзником Сирии и движения «Хезболла», заявляет, что его правительство не будет предпринимать никаких мер в отношении лидера «Хезболлы», который «помог освобождению Ливана».
Тем временем боевики движения «Хезболла» продолжают ракетный обстрел израильских городов Западной Галилеи. В частности, обстрелу подверглись Нагария, Хайфа, Кармиэль, Кирьят-Шмона и Цфат, сообщает радио «Галей ЦАХАЛ». Согласно поступившей информации, в результате прямого попадания ракеты в жилой дом в Нагарии один человек погиб. Из Кирьят-Шмоны сообщается о трех раненых.
Израильская авиация продолжает наносить удары по объектам группировки «Хезболла» в Ливане. В ночь на 18 июля израильская ракета попала в казарму ливанской армии в окрестностях Бейрута. Погибло 12 военнослужащих. В целом за неделю бомбардировок погибло свыше 200 ливанских граждан.
Свыше тысячи израильских резервистов (три батальона) призываются в армию для замены регулярных частей, расквартированных в центре страны, - их отправят на границу с Ливаном.
Начинается эвакуация граждан РФ автобусами из Бейрута в сирийский город Латакия (аэропорт Бейрута в результате авианалётов выведен из строя). Вывезено по меньшей мере 400 человек. Россия, по сообщению РИА «Новости», получила заверения от властей Израиля, что в районе маршрута эвакуации российских граждан не будут вестись боевые действия.
За сутки Франция и Италия эвакуировали морем на Кипр 1600 европейцев. Британские военные корабли готовятся принять на борт 12 тысяч британцев и ещё 10 тысяч человек с двойным британским и ливанским гражданством.

## 19 июля
«Хезболла» возобновляет интенсивные обстрелы городов на севере Израиля. Только в течение одного часа с территории Ливана выпущено около 70 ракет по городам Хайфа, Кармиэль, Тверия, Цфат, Кирьят-Шмона, Нацерет, Афула и Нагария. Утром ракеты рвались в западной Галилее, долине Хула и Хайфе, днём очередной массированный ракетный удар пришёлся по городам севера Израиля, таким как Хайфа, Тверия и Кармиэль. Согласно данным местных медиков и спасателей, в Тверии есть раненые. Вечером террористы нанесли удар по городу Нацерет, который расположен на расстоянии около 60 километров от границы с Ливаном. Одна из ракет попала точно в жилой дом, вследствие чего погибли три человека, включая двух детей</ref></ref>.
Израильские сухопутные войска входят на ливанскую территорию с целью уничтожения укреплений «Хезболлы». По словам представителей израильской армии, речь идёт о «точечной» операции в приграничной полосе.
Генштаб израильской армии впервые признаёт, что в Южном Ливане действуют группы спецназа, занятые поиском и ликвидацией ракетных пусковых установок, а также складов оружия и мелких групп боевиков «Хезболлы». Интенсивность ракетных обстрелов израильских городов боевиками «Хезболлы» несколько снизилась.
По словам представителей российского посольства, из Ливана эвакуированы автобусами все российские граждане из числа тех, кто изъявил желание эвакуироваться и сумел доехать до посольства — это примерно 1 тыс. человек. Беженцев из Ливана в Москву вывозят самолётами МЧС РФ Ил-62 и Ил-76, а также предоставленный «Аэрофлотом» Ил-86. В то же время многие российские граждане не могут выбраться из зоны конфликта на юге Ливана. Российское посольство также помогает в эвакуации граждан стран СНГ, в том числе на иностранных судах морем на Кипр.
В порту Бейрута ожидают эвакуации более 20 тыс. человек. Это крупнейшая операция по эвакуации граждан иностранных государств из Ливана со времён окончания Второй мировой войны. Как сообщают британские СМИ, в восточной акватории Средиземного моря формируется международная флотилия из более чем 20 судов, в том числе 13 военных. Им в поддержку выделено несколько военных вертолётов. Ради этого Израиль временно отменил морскую блокаду Ливана. Всего в Ливане находится свыше 150 тыс. иностранных граждан.

## 20 июля

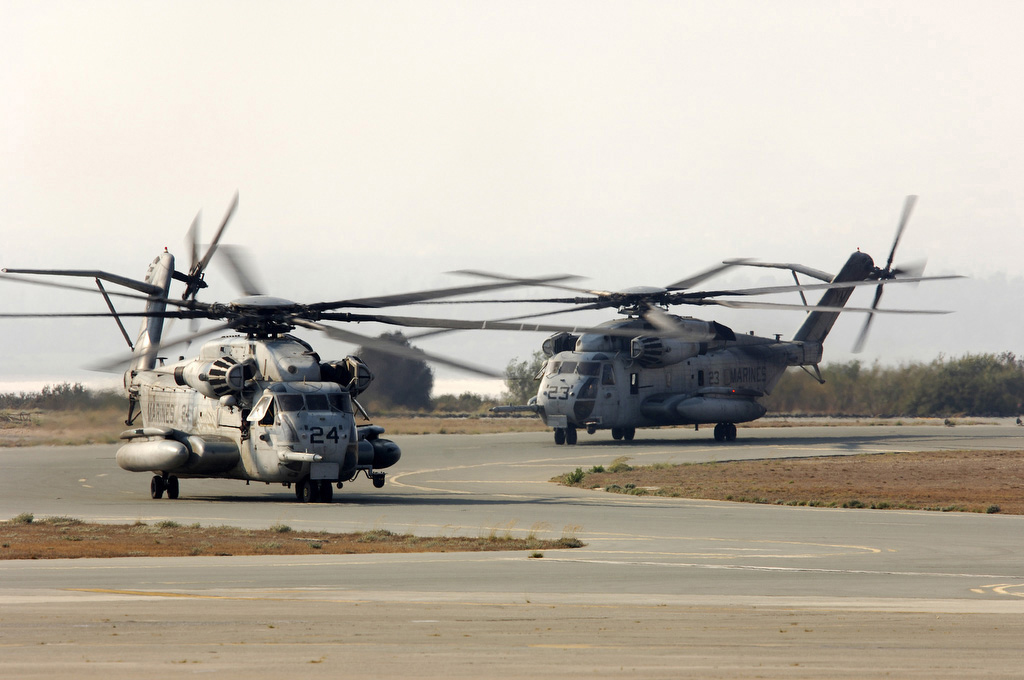
Американские вертолёты с эвакуированными из Ливана гражданами США на борту приземляются на Кипре

В ночь на 20 июля израильские ВВС сбросили более 23 тонн бомб, в том числе специальных бомб для разрушения подземных сооружений, на один из пригородов Бейрута — Бурж-аль-Баранех. По данным израильских спецслужб, в этом районе в одном из подземных бункеров укрывался лидер «Хезболлы» шейх Хасан Насралла.
В течение дня боевики выпускают по населённым пунктам севера Израиля не менее 34 ракет. С начала военных действий медики израильской «Скорой помощи» оказали помощь почти 600 пострадавшим, среди которых были как раненые, так и испытавшие состояние шока. Эти люди пострадали в результате падения 260 ракет, выпущенных с территории Ливана. 
За прошедшие сутки из Ливана на военных и гражданских кораблях было эвакуировано около 10 тысяч человек — граждан разных стран мира. Между тем, власти Кипра заявили, что могут не справиться с таким наплывом беженцев.
В Бейруте высаживаются морские пехотинцы США с десантного корабля ВМС США Nashville, которые должны помочь эвакуации по меньшей мере 6 тыс. американцев. Президент США Джордж Буш заявляет, что если в Южном Ливане решено будет разместить миротворцев, то там должны быть и американцы.
МИД РФ призывает Израиль к незамедлительному прекращению огня. По мнению МИД РФ, масштаб израильской операции не соответствует заявленной цели — освобождению заложников и уничтожению инфраструктуры «Хезболлы». Посол Израиля в Москве выразил надежду на помощь России в освобождении израильских солдат, захваченных «Хезболлой».
По мнению главы российского МИД Сергея Лаврова, провокация против Израиля была устроена радикальными элементами внутри «Хезболлы», тогда как «Хезболла» в целом выступает за её интеграцию в ливанское общество, в ливанскую политическую жизнь.

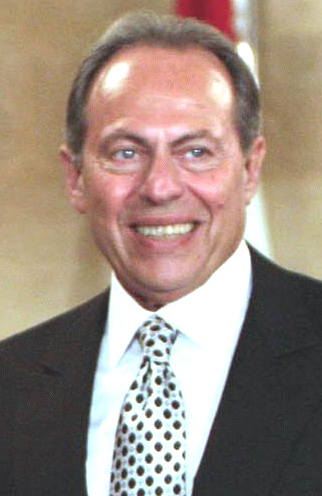
Президент Ливана, христианин-маронит Эмиль Лахуд

Премьер-министр Ливана Фуад Синьора заявляет, что ливанская армия «не сможет оставаться пассивной», если Израиль направит в его страну сухопутные войска.
По сообщению газеты Jerusalem Post, Фуад Синьора заявил о необходимости разоружения группировки «Хезболла», однако сам Ливан не в состоянии сделать это, и поэтому он просит помощи у международного сообщества.
По оценкам ливанских властей, финансовые потери в результате израильских авианалётов составляют по меньшей мере $2 млрд и продолжают расти. Президент Ливана Эмиль Лахуд призывает мировое сообщество как можно скорее вмешаться в ситуацию.

## 21 июля
В Израиле объявлено о призыве на военную службу нескольких тысяч резервистов в связи с тем, что израильская армия в Южном Ливане столкнулась с неожиданно мощным сопротивлением боевиков. Решение об этом было принято 20 июля на специальном заседании руководства Израиля. Резервистов планируется направить в район сектора Газа, а высвободившиеся регулярные части будут переброшены на юг Ливана.
После нанесения израильскими ВВС ракетно-бомбовых ударов по приграничным районам Южного Ливана военные рассчитывали на уничтожение как минимум половины военного потенциала «Хезболлы». Окончательную зачистку района должны были провести сухопутные части, поскольку дальнейшее применение авиации признано неэффективным. Однако за период 19 — 20 июля израильтяне в ходе ликвидации укреплений «Хезболлы» потеряли около десяти человек убитыми, а также танк Merkava Mark 4 и два ударных вертолёта Apache.
Министр обороны Ливана Элиа Мурр заявляет, что в случае начала широкомасштабной сухопутной операции израильских сил ливанская армия станет на сторону боевиков группировки «Хезболла»  (недоступная ссылка).
Ливанские дороги переполнены караванами беженцев.
«Хезболла» продолжает ракетный обстрел северных городов Израиля, в том числе жилых кварталов порта Хайфа . В результате обстрела Хайфы ранения получили 22 человека. Также были обстреляны Кирьят-Ям, Маалот, Цфат и район Западной Галилеи. По Хайфе было выпущено 9 ракет. Всего в течение дня на израильскую территорию упали около 50 ракет, запущенных из Ливана .

## 22 июля
Ракетному обстрелу подвергся город Кармиэль на севере Израиля. В результате обстрела один человек получил тяжёлые ранения, ещё двое ранены легко. По меньшей мере 6 ракет упали на территории города Нагария. Известно, что один человек получил ранения средней степени тяжести. Всего за 22 июля, по данным полиции, террористы «Хезболлы» выпустили не менее 114 ракет .
Израильская авиация бомбит башни мобильной и телевизионной связи. Над южным Ливаном разбрасываются листовки, призывающие население южных селений Ливана покинуть свои дома и уйти на север, за реку Литани, с целью избежать жертв среди мирных жителей. 
Израильская армия предпринимает первую масштабную сухопутную операцию против боевиков группировки «Хезболла» с целью создания буферной зоны на юге Ливана и предотвращения обстрелов северных районов Израиля. Израильские армейские бульдозеры проламывают стену в восточной части границы с Ливаном, и в пролом вводится не менее 20 танков, с помощью которых израильтяне к вечеру берут под свой контроль населённый пункт Марун-эр-Рас, ранее превращённый боевиками в хорошо укреплённую крепость.
Это первый шаг в осуществлении оперативного плана, который предусматривает уничтожение инфраструктуры группировки «Хезболла» (ракетных установок, укреплений и живой силы) в непосредственной близости от границы, после чего мощные силы вторжения будут выводиться из-под потенциального ответного удара, а на захваченных рубежах будут оставлены небольшие силы прикрытия. Как утверждают израильтяне, они уже контролируют первую линию высот вдоль границы. Постепенно планируется «выдавить» боевиков на север, за реку Литани, и создать буферную зону глубиной до 30 км.

## 23 июля
Количество израильтян, погибших в ходе конфликта, — военных и местных жителей, — достигло 35 (15 из них погибли в результате ракетных обстрелов северных городов Израиля). С ливанской стороны погибли более 350 человек, большинство из которых — гражданские лица. По международным оценкам, беженцами в Ливане стали около 500 тыс. человек. 
Утром в результате ракетной атаки на район Хайфы погибли два человека. Число пострадавших, доставленных в больницы, достигло 17. Также атаке подвергся населенный пункт Кирьят-Шмона на границе с Ливаном. По имеющейся информации, там были прямые попадания в два дома, при этом два человека получили лёгкие осколочные ранения. Также поступили сообщения о ракетном обстреле Акко, где один человек получил тяжёлые ранения . Около 17 часов террористы «Хезболлы» вновь обстреляли Хайфу. В результате прямого падения ракеты рядом с жилым домом взорвались баллоны с газом, возник пожар: пострадали не менее 5 человек. В больницу города Нагария доставлены 10 израильтян, пострадавших в результате ракетных обстрелов. 
Израильская авиация наносит удары по зданию, принадлежащему «Хезболле» в портовом городе Сидоне, по пригородам Бейрута и мостам и шоссе в районе Баальбека.
«Хезболла» также продолжает обстрелы израильской территории.
Как сообщает газета The New York Times, американская администрация заявляет об ускорении по просьбе Израиля поставок высокоточных авиационных боеприпасов в рамках многомиллионного контракта, одобренного ещё в прошлом году.
Тем временем министр обороны Израиля Амир Перец предлагает НАТО возглавить многонациональные миротворческие силы в регионе, поскольку, по его мнению, ливанская армия слишком слаба, чтобы взять под свой контроль районы, очищенные Израилем от боевиков «Хезболлы». Министр обороны сообщил, что по Израилю с начала боевых действий выпущено около 2200 реактивных снарядов и ракет, примерно такое же количество, по словам руководителя военной разведки Амоса Ядлина, уничтожено. Запасы «Хезболлы» на момент начала операции оценивались в 10-12 тысяч реактивных снарядов.
Министр информации Сирии Мохсен Биляль заявляет, что если Израиль продолжит продвижение на север ливанской территории, то сирийские власти будут вынуждены вмешаться в конфликт.
В Израиле продолжаются переговоры о путях выхода из кризиса с международными посредниками — главами МИД Германии и Франции Франком-Вальтером Штайнмайером и Филиппом Дуст-Блази. В Израиль вылетела госсекретарь США Кондолиза Райс.

## 24 июля
Государственный секретарь США Кондолиза Райс, прибывшая в Бейрут, встретилась с ливанским премьером Фуадом Синьорой и спикером ливанского парламента шиитом Набихом Берри. Эти встречи расцениваются как свидетельство того, что США реагируют на растущую критику в их адрес со стороны арабского мира, который обвиняет США в поддержке только одного участника конфликта — Израиля. Перед вылетом Кондолиза Райс встретилась в Вашингтоне с главой МИД Саудовской Аравии Саудом аль-Фейсалом, после которой призвала стороны к скорейшему прекращению огня. Ранее — ещё 21 июля — она утверждала, что прекращение огня не решит проблемы, так как позволит «Хезболле» со временем возобновить свои атаки на Израиль.
Во время перелёта Кондолиза Райс сделала ещё одно заявление — о том, что в поисках путей урегулирования конфликта США не намерены отказываться от дипломатических контактов с Сирией — одним из спонсоров «Хезболлы».
При этом США продолжают поддерживать основное требование Израиля: ливанское правительство должно вначале установить контроль над югом страны и лишить «Хезболлу» возможности впредь угрожать безопасности Израиля.
Набих Берри на переговорах с Кондолизой Райс в Бейруте отверг американский пакет предложений по урегулированию, исходящий из того, что прекращению огня должны предшествовать разоружение «Хезболлы» и её уход из приграничных районов, где должны быть размещены ливанские войска или международные силы под командованием НАТО. «Хезболла» же настаивает на немедленном безусловном прекращении огня как первом шаге к урегулированию.
Глава МИД Израиля Ципи Ливни в интервью журналу Newsweek также указывает на то, что в резолюциях 1559 и 1680 Совета безопасности ООН была подчёркнута необходимость установления ливанским правительством контроля над всей территорией страны, а также разоружения всех вооружённых группировок.
Тем временем 24 июля израильские бронетанковые части и военнослужащие израильской пехотной бригады «Голани» при поддержке артиллерии предприняли штурм города Бинат-Джабиль (Бинт Джбейль) в 4 километрах от ливано-израильской границы. По оценкам израильтян, для установления контроля над городом потребуется несколько дней. Бинт Джбейль иногда называют «столицей» «Хезболлы» . (см. также статью Битва за Бинт-Джабиль).
В ночь на 24 июля израильтяне захватили в плен двух боевиков «Хезболлы» — это первые и пока последние пленные в ходе боёв на юге Ливана. По сведениям ЦАХАЛ, они были блокированы на границе с Израилем около ливанской деревни Марун эр-Рас, ранее взятой под контроль израильскими войсками. .
По израильским городам выпущено не менее 70 ракет. Более 30 пострадавших, двое из них находятся в состоянии средней степени тяжести .
После того, как созданный на средства израильского бизнесмена Аркадия Гайдамака палаточный городок в Ницаним, к северу от Ашкелона, заполнился беженцами с севера Израиля, ищущих спасения от не прекращающихся ракетных обстрелов, бизнесмен принял решение организовать для жителей населённых пунктов севера Израиля, которые хотели бы временно оставить опасный район, ещё один палаточный лагерь на 3 000 мест .
Группа эвакуированных из Ливана американских граждан при поддержке Американо-арабского антидискриминационного комитета (ADC, крупнейшая в США правозащитная организация, защищающая права американцев арабского происхождения) подала судебный иск против госсекретаря США Кондолизы Райс и министра обороны Дональда Рамсфелда, обвинив их в «несоблюдении своих конституционных и профессиональных обязательств по защите граждан США в случае кризиса или войны». Истцы обвиняют американскую администрацию в том, что она «способствовала насилию посредством срочной отправки Израилю партии авиабомб и дала своё добро на продолжение беспорядочных бомбардировок Ливана».

## 25 июля
Продолжаются бои за ливанский город Бинат-Джабиль (Бинт Джбейль). Общее число ливанцев, погибших в ходе конфликта (в результате налётов израильской авиации) достигло 380, израильтян — 42 .
В ночь с 25 на 26 июля израильская авиация нанесла удар по посту специальных миротворческих сил ООН в Ливане (UNIFIL) в городе Хияме. В результате авиаудара погибли четыре сотрудника ООН — граждане Австрии, Канады, Китая и Финляндии . Генеральный секретарь ООН Кофи Аннан назвал нападение преднамеренным, выступил с резким осуждением действий Израиля и потребовал от Израиля проведения тщательного расследования и прекращения всех дальнейших ударов по представителям ООН. Израиль подтвердил информацию о гибели миротворцев, выразил Кофи Аннану свои сожаления по поводу произошедшего, но при этом упрекнул его в предвзятости, заявив, что это всего лишь трагическое стечение обстоятельств.
В ходе очередного ракетного обстрела израильского города Хайфа пострадали не менее 23 человек, в городе взорвались 16 ракет. Одиннадцать человек получили лёгкие ранения, двое — средней степени тяжести, остальные находятся в шоковом состоянии. Все пострадавшие — мирные жители. Количество жертв могло быть и больше: несколько ракет попали не в жилые здания, а разорвались на прилегающих к ним дворах. Одна из ракет попала в городской автобус, а ещё одна — в жилой дом. Ещё две разорвались неподалёку от городской больницы. Помимо Хайфы, боевики выпустили ракеты по Кирьят-Шмоне, Цфату, Нагарии, Рош Пине и Кармиэлю .
Вечером 25 июля погиб один из лидеров группировки «Хезболла», сообщает Reuters со ссылкой на представителей ЦАХАЛ. Это Абу Джаафар (Abu Jaafar), командующий «центральным сектором» группировки на ливано-израильской границе. По информации ЦАХАЛ, он был убит во время артобстрела Израилем позиций «Хезболлы» около деревни Марун эр-Рас .

## 26 июля
«Хезболла» выпустила 150 реактивных снарядов по территории Израиля. В результате ракетных обстрелов Израиля пострадали 55 человек. 
26 июля в бою погиб заместитель командира роты бригады «Голани», лейтенант Александр Шварцман (1982 г.р.), репатриант из Украины. 
Отряд израильского спецназа из состава 51-го батальона пехотной бригады «Голани» попадает в засаду в Бинат-Джабиле. Восемь военнослужащих погибли, двадцать пять ранены , , . Это самые крупные единовременные потери израильской армии за время боевых действий (подробнее см. Битва за Бинт-Джабиль). Гибель такого количества военнослужащих элитных частей сильно сказалась на общественных настроениях в Израиле. В израильских СМИ появились интервью офицеров бригады «Голани», которые утверждают, что на зачистку Бинт-Джбейля было выделено слишком мало сил. В ходе уже вспыхнувшего боя поддержка с воздуха, по их словам, также была недостаточной. Недоумение в Израиле вызывает и то, что официальные представители армии ещё 24 июля докладывали, что Бинт-Джбейль находится под израильским контролем.
Генеральный секретарь ООН Кофи Аннан требует от Израиля провести совместное расследование обстоятельств уничтожения поста наблюдателей Временных сил ООН в Ливане (ВСООНЛ).
Один из погибших миротворцев ООН майор П. Гесс-фон Крюденер (Paeta Hess-von Kruedener) из Канады за несколько дней до гибели в своём сообщении из Ливана дал понять, что боевики «Хезболлы» используют миротворцев в качестве «живого щита» .

### Римская конференция по урегулированию
В Риме состоялась конференция по урегулированию кризиса в Ливане. В ней приняли участие представители четырёх из пяти членов Совета Безопасности ООН (без Китая), крупнейших стран Евросоюза и нескольких стран Ближнего Востока — Ливана, Египта, Иордании и Саудовской Аравии (но без Израиля, Сирии и Ирана).
При поддержке США и ряда европейских стран Израиль получил возможность продолжить военную операцию. В то же время Франция, Россия и арабские страны настояли на том, чтобы в качестве миротворцев в Ливане выступили не войска НАТО, а силы ООН.
Позиции участников:
- США (Кондолиза Райс) выражают позицию Израиля — перемирие (прекращение огня) невозможно без устранения причин нынешнего конфликта — «Хезболла» предварительно должна быть разоружена и выдворена с приграничных территорий при участии иностранных миротворцев, желательно под эгидой НАТО. Конфликт спровоцирован Сирией и Ираном.
- Франция — войска НАТО нельзя направлять на Ближний Восток, поскольку они рассматриваются здесь как «вооружённое формирование Запада»; прекращение огня должно предшествовать вводу миротворцев и переговорам об урегулировании. По мнению президента Франции Жака Ширака, Иран разделяет ответственность за конфликт, однако он воздерживается от прямых обвинений в его адрес.
- Россия — в целом схожая позиция: нельзя позволить конфликту выйти за пределы Ливана и затронуть Сирию и Иран; имеются подозрения, что ливанская кампания может рассматриваться США лишь как прелюдия к кампании против Ирана.

## 27 июля
Боевики группировки «Хезболла» выпустили 75 ракет по израильской территории. В результате обстрелов пострадали 20 человек. В Кирьят-Шмоне одна из ракет попала в химический завод компании Galim Chemicals, выпускающий чистящие средства. В результате взрыва начался пожар. Полиция сообщила, что угрозы выброса ядовитых веществ нет. В Тверии разорвались восемь ракет. Сообщается о прямом попадании ракет в три дома в Кармиэле и ещё в три дома в Нагарии.
Более десяти тысяч человек собрались в канун первого дня месяца Ава у Стены Плача, чтобы помолиться за жизни и здоровье солдат Армии обороны Израиля. 
Мэрия польского города Лодзи пригласила 15 детей из Нагарии провести две недели в городе и его окрестностях. .
Общее число ракет, выпущенных по территории Израиля, достигло полутора тысяч.  . К четвергу общее число погибших составило 433 с ливанской стороны и 52 — с израильской. .
Министр здравоохранения Ливана заявил, что в ходе конфликта погибло до 600 ливанцев, причем 1788 получили ранения разной степени тяжести .
После гибели миротворцев ООН от израильской бомбы Австралия заявила о выводе своих военнослужащих с территории Ливана.
Совет Безопасности ООН не смог принять резолюцию в связи с гибелью в Ливане в результате израильского удара четырёх военнослужащих миротворческих сил. Проект резолюции предложил Китай, гражданин которого был в числе погибших. В проекте резко осуждались агрессивные действия Израиля. США, однако, заявили, что не поддержат китайский вариант, поскольку не расценивают инцидент как преднамеренное убийство, и высказались против использования термина «осуждение» в отношении военных действий израильской стороны в Ливане.
Разбирательство инцидента показало, что 25 июля наблюдательный пост ООН находился в зоне обстрела 21 раз, с 13.20 до 19.30, когда были убиты наблюдатели. 12 раз израильские ракеты взрывались менее чем в 100 метрах от поста. Наблюдатели ООН не менее 10 раз звонили израильтянам, обращаясь к ним с просьбой прекратить обстрел целей вблизи их поста. Представители ООН подтвердили, что позиции боевиков группировки «Хезболла» действительно располагались в районе поста ООН.
В Израиле провал с принятием резолюции СБ ООН и фактическое отсутствие итогов конференции в Риме расценивают как свой успех. Как заявил министр юстиции Израиля Хаим Рамон, «в Риме мы получили согласие на продолжение наших операций до тех пор, пока „Хезболла“ не уйдёт с юга Ливана и не разоружится… Все знают, что победа „Хезболлы“ стала бы победой мирового терроризма. Это было бы катастрофой для всего мира и для Израиля».
Израильский кабинет министров в узком составе обсудил возможность расширения операции в Ливане. Кабинет разрешил провести дополнительный призыв резервистов, но отклонил план расширения операции.
Из Ирана сообщают об отправке в Ливан первой партии из 60 добровольцев, которые намерены добраться до Ливана через Турцию и Сирию. Ожидается, что к ним присоединятся ещё не менее 150 добровольцев. Данное сообщение впоследствии продолжения не имело.

## 28 июля
В результате авиаударов по городам Ливана (Тир, Бекаа) погибло 14 человек .
«Хезболла» выпустила 50 ракет по израильским городам Назарет, Кирьят-Шмона, Цфат, в результате которых получили ранения 7 человек. Отмечено применение «Хезболлой» нового типа ракет — Хайбар-1.
По сообщению ливанской газеты «Аль-Ливан», накануне сирийскими ПВО был сбит израильский беспилотный самолёт-разведчик, пролетавший над территорией Сирии. В ответ израильтяне якобы нанесли авиаудар по ракетной батарее. Сирия эту информацию не подтверждает. По неофициальной информации из сирийских ВВС, огонь по самолёту-разведчику был открыт ливанской, а не сирийской ПВО. Израиль также не комментирует инцидент.
Из Израиля сообщают, что, по мнению израильских спецслужб, наибольшую опасность для Израиля представляют иранские ракеты Zelzal-2, способные доставлять боеголовки весом 600 кг на расстояние до 250 км, то есть до центральных районов Израиля и южнее. Израильские спецслужбы полагают, что Иран передал эти ракеты «Хезболле», но запретил их применять до особого распоряжения. Сообщается, что для защиты от этих ракет вокруг Тель-Авива создан противоракетный барьер на базе американского зенитно-ракетного комплекса Patriot.
Германские власти запретили участникам акций протеста против израильских действий в Ливане использовать флаги «Хезболлы» и портреты её лидеров.

## 30 июля
В ночь на 30 июля израильская авиация нанесла удар по ракетным установкам «Хезболлы» в ливанской деревне Кана в 10 км к востоку от Тира. Удары также наносились по зданиям, где, по данным израильской разведки, хранились ракеты. Наутро ливанская сторона заявила, что в результате авиаударов в деревне обрушился трёхэтажный жилой дом, в подвале которого укрывалось свыше 100 местных жителей. Число погибших оценивалось в 57 человек, включая 27 детей  .
Впоследствии (2 августа) число жертв было уточнено — по данным, подтверждённым ливанскими властями, в результате инцидента погибли 28 человек, из них 16 детей  . Сотрудники правозащитной организации Human Rights Watch обвинили израильскую армию в военных преступлениях  .
Израильское руководство назвало происшествие «трагической ошибкой». По не подтверждённому другими источниками заявлению бригадного генерала израильских ВВС Амира Эшеля, из Каны за последние 20 дней было запущено около 150 ракет по израильским целям. . По его словам, в ту ночь между полуночью и часом ночи израильские ВВС нанесли удары, в числе других целей, и по использовавшемуся «Хезболлой» зданию, в подвале которого, как выяснилось позже, находилось более 100 местных жителей. После семи утра ВВС Израиля атаковали ещё несколько объектов в Кане, расположенные в 400—500 метрах от этого места. Около 8 утра ливанская сторона заявила, что в Кане вследствие удара ВВС Израиля рухнул дом, под руинами которого оказались десятки людей.
По словам генерала, если бы военным было известно о скрывающихся в убежище мирных жителях, приказ об ударе был бы отменён независимо от оперативных задач.

Как заявил Эхуд Ольмерт, жители Каны заранее были предупреждены, что Кана находится в зоне боевых действий и что они должны покинуть свои дома.
Израиль выразил сожаление по поводу гибели мирных жителей. При этом было заявлено, что Израиль продолжит удары по объектам «Хезболлы». В то же время, правительство Израиля объявило, что на 48 часов приостанавливает действия ВВС в Южном Ливане. США и Израиль обвинили «Хезболлу» в использовании мирных жителей в качестве «живого щита».
Сообщение о случившемся вызвало бурю возмущения по всему Ливану. В Бейруте многотысячная толпа с национальными ливанскими флагами и знамёнами группировки «Хезболла» взяла штурмом здание ливанского представительства ООН, разгромила офис, разбила мебель, выбила стёкла и подожгла здание.
Премьер-министр Ливана Фуад Синьора заявил, что Ливан не намерен участвовать ни в каких переговорах по урегулированию, пока Израиль не пойдёт на безоговорочное прекращение огня. Ливанское руководство отказалось принять госсекретаря США Кондолизу Райс, которая намеревалась вылететь в Бейрут из Израиля с целью урегулирования кризиса. В связи с этим Кондолиза Райс заявила, что «настало время говорить о немедленном прекращении огня».
Англоязычные СМИ охарактеризовали инцидент словом massacre («бойня»), а российские расценили его как «варварскую бомбардировку» и «кровавую бойню» . Президент Франции Жак Ширак заявил, что он «потрясён известием об акте насилия, жертвами которого стали ни в чём не повинные люди, в том числе женщины и дети». Руководство Евросоюза охарактеризовало авианалёт как «чудовищный акт».
В Нью-Йорке собралось экстренное заседание Совета Безопасности ООН для обсуждения ливано-израильского конфликта. (см. также Трагедия в Кане).
В июле 2006 в СМИ появились сообщения о том, что Великобритания и США пытаются использовать сложившуюся ситуацию на Ближнем Востоке для того, чтобы выдернуть Сирию из «оси зла» в соответствии с «ливийским сценарием». По некоторым утверждениям, давление на президента Сирии Башара Асада оказывают и другие страны — в частности, Франция, имеющая серьёзное экономическое влияние в Сирии и Ливане, а также Саудовская Аравия. От Сирии требуется прекратить поддержку радикальных группировок на Ближнем Востоке, заявить об отказе от разработок и использования оружия массового уничтожения, а главное — отказаться от сотрудничества с Ираном. За это Сирии обещают массовые инвестиции богатых арабских государств, гарантии ненападения со стороны Израиля и защиту от возможной иранской агрессии, а также обязательства Запада отказаться от попыток смены режима в Сирии.

## 31 июля
В ночь с 30 на 31 июля в Нью-Йорке было созвано экстренное заседание Совета безопасности ООН в связи с трагедией в Кане. Генеральный секретарь ООН Кофи Аннан потребовал самым решительным образом осудить Израиль за случившееся в Кане и добиться немедленного прекращения огня в зоне конфликта. Тем не менее по настоянию США из первоначального текста резолюции эти предложения были исключены. В резолюции, за которую единогласно проголосовали все 15 членов СБ ООН, лишь выражены «потрясение и боль»: «Совет Безопасности обеспокоен угрозой эскалации конфликта, которая может привести к серьёзным последствиям для гуманитарной ситуации, призывает к прекращению насилия и подчёркивает безотлагательность обеспечения долговременного, постоянного и жизнеспособного перемирия».
Израиль объявляет о введении 48-часового моратория на авиаудары по территории Ливана, в течение которого мирные жители смогут покинуть опасные районы на юге Ливана. После этого операция против боевиков группировки «Хезболла» будет продолжена и расширена. Министр обороны Израиля Амир Перец, выступая в кнессете, заявляет: «Нельзя соглашаться на немедленное прекращение огня. Мы не можем согласиться с тем, чтобы знамя „Хезболлы“ вновь развевалось над границей, угрожая нашей стране. Если будет введено немедленное прекращение огня, экстремисты смогут тотчас поднять голову».
Шейх Наим Кассем, один из основателей «Хезболлы» и заместитель генерального секретаря организации, признал в интервью The Sunday Times, что организация готовилась к конфликту с Израилем с тех пор, как тот вывел свои силы из Южного Ливана в 2000 году, поскольку не была убеждена, что «притязания Израиля на Ливан, несмотря на вывод сил, остались в прошлом». На протяжении последних 6 лет, по его словам, «Хезболла» наращивала запасы оружия и занималась подготовкой многочисленных бункеров и тоннелей — «Если бы не эти приготовления, Ливан был бы сокрушён в течение нескольких часов» .

## 1 августа
Правительство Израиля одобрило план расширения сухопутной операции в Ливане, представленный министром обороны Амиром Перецем. Для предотвращения ракетных обстрелов со стороны боевиков группировки «Хезболла» израильская армия намерена создать на юге Ливана буферную зону глубиной несколько километров. Для этого придётся удвоить количество войск в зоне конфликта (в настоящее время здесь действуют три бригады). Основную фазу операции израильтяне рассчитывают завершить до конца недели. Аналогичная зона безопасности, существовавшая на юге Ливана до 2000 года, простиралась до реки Литани, которая протекает в 20-25 км от границы. Израильские войска намерены оставаться в Ливане до тех пор, пока в регион не прибудут международные миротворческие силы .
Для приведения в жизнь распоряжения правительства ВВС Израиля нанесли мощные удары практически во всей приграничной полосе, после чего спецназ и десантники приступили к зачисткам по всему фронту. По сообщению телекомпании «Аль-Манар» (контролируется группировкой «Хезболла»), ожесточённые бои идут в районе населённых пунктов Адиса, Кфар-Кала и Аита-аш-Шааб. В ходе этих боёв убиты и ранены несколько израильских солдат, подбиты танк и армейский бульдозер.
По сообщению «Хезболлы», ранним утром её боевикам совместно с подразделениями ливанской армии удалось сорвать высадку израильского вертолётного десанта в окрестностях города Баальбек.
По сообщениям некоторых арабских СМИ, сирийские части ПВО впервые обстреляли израильские разведывательные самолёты, появившиеся в районе ливанско-сирийской границы с ливанской стороны долины Бекаа. Прежде сирийцы избегали непосредственных боевых контактов с израильскими ВВС. Накануне президент Сирии Башар Асад выступил с обращением к сирийской армии, призвав её к повышению бдительности. Башар Асад приказал привести войска в состояние повышенной боеготовности и провести частичную мобилизацию. Он заявил, что Сирия не поддастся международному давлению и не прекратит «поддержку братских сил сопротивления».
Министр иностранных дел Египта Ахмед Абу Гейт сообщил после встречи с Башаром Асадом, что Сирия выступает против ввода на юг Ливана каких-либо новых международных сил, считая достаточным увеличение численности находящегося здесь контингента временных сил ООН.
Число погибших ливанцев достигло 617 человек, израильтян — 51. Израильской армии удалось продвинуться вглубь ливанской территории на 6-7 км. Израильтяне заявляют, что за время конфликта они уничтожили 300 из 2000 боевиков «Хезболлы», тогда как представители «Хезболлы» признают гибель только 43 боевиков .

## 2 августа
В ночь на второе августа израильский спецназ высадился десантом и нанёс удар по госпиталю «Дар аль-Хикма» восточноливанского города Баальбек, который, по данным израильских спецслужб, финансируется иранским Благотворительным обществом имама Хомейни и используется «Хезболлой». (более подробно см. статью Рейд на Баальбек).
По израильским данным, 2 августа по израильской территории было выпущено 215 ракет .
Это был самый массированный обстрел с момента начала израильско-ливанского конфликта.
Телеканал «Аль-Манар», принадлежащий «Хезболле», утверждает, что в течение дня по Израилю было выпущено 300 ракет и реактивных снарядов.
Впервые подвергся обстрелу город Бейт-Шеан, находящийся в более чем 60 км от границы с Ливаном. По предварительным данным, в населённых пунктах взорвалось 36 ракет, при этом один человек погиб, а девятнадцать было ранено. Свыше сорока человек были госпитализированы с контузиями и в шоковом состоянии в больницы Акко, Цфата, Нагарии и Тверии, в том числе трое получили ранения средней тяжести. В промышленной зоне Ашкелона в результате взрыва ракеты, выпущенной из сектора Газа, ранен один человек. Остальные пострадали на севере — в Акко и Цфате. Были также отмечены попадания в здания в Нагарии и Тверии. Воздушная тревога объявлялась в Хайфе. Боевики обстреляли ракетами «земля-земля» города в Израэльской долине. Не менее восьми ракет разорвались на открытой территории в районе Мигдаль-Эмек и Афулы. 
Всего за 22 дня конфликта в Израиле были убиты 19 мирных жителей, около 450 получили ранения. Более тысячи человек обратились за медицинской помощью в связи с нервным шоком. Согласно сведениям ливанской спасательной службы «Аль-Игаса», число погибших в Ливане, по уточнённым данным, достигло как минимум 828 человек, раненых — 3200. По данным «Хезболлы», её суммарные потери составили 49 боевиков. 
Как заявил директор Управления ООН по печати и средствам массовой информации Ахмад Фаузи, гуманитарная ситуация на юге Ливана близка к катастрофической. В Южном Ливане практически разрушены дороги, гуманитарные конвои ООН в большинстве случаев не получают разрешения израильской армии на безопасный проход в пострадавшие районы. По словам Фаузи, запасов горючего в Ливане остаётся на 2-3 дня. Представители ООН в Иерусалиме ведут переговоры с израильскими властями с целью получения разрешений на безопасный подход танкеров с горючим к Бейруту. 

## 3 августа
За 3 августа боевики выпустили по североизраильским городам около 160 ракет, из них 110 — в течение получаса после 16:00. При этом впервые боевики ударили залпом 40 ракет одновременно по Западной Галилее. Сирены тревоги звучали почти во всех северных городах. Сообщается, что в районе Маалота разорвались шесть ракет. 4 ракеты упали в нижней Галилее. На Голанские высоты упали более 30 ракет. 10 ракет разорвались в Кирьят-Шмоне, восемь — в районе Тверии. Одна из ракет взорвалась во дворе жилого дома в деревне Марар. В результате взрыва 10 человек впали в шоковое состояние. В домах возникли пожары. По уточнённым данным, восемь мирных жителей на севере Израиля погибли и около 60 получили ранения в четверг в результате ракетных обстрелов. Пятеро из них убиты в пригороде Хайфы Акко, трое — в районе Маалот, 26 человек госпитализированы.
В Акко одна ракета взорвалась рядом с автомобилем — тяжёлое ранение получил водитель. Ещё одна ракета попала в жилое здание — на месте погибли двое израильтян, ещё семеро получили тяжёлые ранения, один из них скончался в больнице. В числе погибших — отец и 15-летняя дочь. В Маалоте три человека погибли по дороге в убежище. Когда прозвучала сирена, они вышли из машины и побежали к укрытию, но в этот момент прогремел взрыв.
В больницу Нагарии доставлены 15 израильских граждан, получивших ранения различной степени. Состояние одного из раненых оценивается как критическое, три человека — в тяжёлом состоянии, ещё десять ранены легко. 
По сообщениям Reuters, число погибших израильтян в ходе конфликта достигло 68 человек (включая 40 солдат ЦАХАЛ) .
Начальник генштаба израильской армии Дан Халуц, после проведённого расследования, признаёт, что удар по зданию в Кане, приведший к массовым жертвам среди гражданского населения, произошёл по ошибке, поскольку военным не удалось установить, что в здании находились гражданские лица. В то же время он заявил, что в здании скорее всего также находились боевики «Хезболлы» и склад оружия, что подтверждается данными авиаразведки. В материалах расследования отмечается, что боевики часто после совершения ракетных обстрелов скрываются в домах мирных жителей и устраивают там склады оружия.
Ливанский премьер-министр Фуад Синьора в видеообращении к участникам экстренного саммита Организации Исламская конференция (ОИК) в Малайзии заявляет, что в Ливане с начала конфликта погибло более 900 человек (включая 80 боевиков). Ещё около 3 тыс. ранены, причём каждый третий — младше 12 лет.
Лидеры 57 мусульманских стран, собравшиеся в Малайзии, требуют немедленно прекратить огонь в зоне конфликта, а также срочно ввести туда миротворческие силы. ОИК требует включения в их состав представителей мусульманских стран. Своих военнослужащих готовы предоставить Турция, Бангладеш, Индонезия и Пакистан. В ходе дискуссии президент Ирана Махмуд Ахмади-Нежад предложил для достижения мира на Ближнем Востоке «уничтожить еврейское государство».
Премьер-министр Израиля Эхуд Ольмерт в интервью итальянской газете Corriere della Sera заявил, что израильская армия не уйдёт из Южного Ливана, пока там не появятся международные миротворческие силы. По его мнению, контингент ООН в Ливане продемонстрировал свою неэффективность, допустив захват Южного Ливана боевиками «Хезболлы»: «Эти международные силы должны состоять из … настоящих солдат, а не из пенсионеров, которые приехали в Южный Ливан, чтобы несколько месяцев там бездельничать. Это должна быть армия с боевыми единицами, готовыми к исполнению резолюции ООН».
Общая численность израильских войск, задействованных в Ливане, — 10 тыс. (7 бригад) .

## 4 августа
3 августа, впервые с начала войны, лидер «Хезболлы» Хассан Насралла предложил Израилю перемирие. Выступая в эфире ливанского телевидения, шейх Хассан Насралла пообещал прекратить ракетные обстрелы израильской территории, если Израиль перестанет обстреливать жилые кварталы в Ливане. Если же Израиль подвергнет бомбардировке центральные кварталы Бейрута, то «Хезболла» нанесёт удар по Тель-Авиву.
Израильские военные тем временем продолжили авиаудары, подвергнув южные предместья Бейрута самой массированной бомбардировке за 24 дня военных действий.
В течение часа на один только шиитский квартал Узай было сброшено свыше 25 бомб и примерно 6 ракет. Ударам с воздуха впервые подверглись и христианские предместья Бейрута. Мощные авиаудары были нанесены по международному аэропорту ливанской столицы и четырём мостам в 20 км к северу от столицы в направлении Сирии. В результате этих ударов перерезаны все сухопутные пути для выхода беженцев из Бейрута и заблокирован единственный канал доставки в Бейрут продовольствия и медикаментов.
В результате израильского авианалета в долине Бекаа близ ливано-сирийской границы погибли 33 крестьянина (сирийские курды), грузившие ящики с фруктами. Это вторая после трагедии в Кане массовая гибель мирных жителей в результате израильских авианалетов. Израильская авиация разбомбила четыре моста к северу от Бейрута. Продолжаются бои на юге Ливана, где погибли 3 солдата армии Израиля и 7 боевиков.
Вечером 4 августа ракетному обстрелу подвергся израильский город Хадера, расположенный примерно в 90 км от границы с Ливаном. Это самый дальний обстрел израильской территории с начала военных действий . По заявлению «Хезболлы», при обстреле использовались ракеты «Хайбар-1» («Фаджар-5s») , однако, по мнению израильских экспертов, речь идёт о другом типе ракеты калибра 302 мм и с дальностью полёта 100 км. Ракета была выпущена из Тира; в ночь на 5 августа пусковая установка, с которой производился обстрел, была уничтожена.
Растёт число жертв в противостоянии «Хезболлы» и Израиля. В результате ракетных обстрелов за 4 августа погибли четверо мирных жителей севера Израиля, ещё 86 получили ранения.
По данным сотрудников медицинской службы, один израильтянин погиб в селении Бане в Галилее. В деревне Мрар была убита 27-летняя женщина, мать двоих детей. Ещё двое человек погибли под ракетным обстрелом деревни Мадждаль Крум (недалеко от Кармиэля). За двадцать четыре дня войны жертвами ракетных обстрелов «Хезболлы» стал 31 израильтянин. 
По данным полиции Израиля, за 4 августа боевики «Хезболлы» выпустили не менее 200 ракет по израильской территории. Больше всего ракет было выпущено по Кирьят-Шмоне — 60, по Нагарии — 32, по Маалоту — 14, по Кармиэлю — 11, по Цфату — 6. Впервые обстрелу подвергся город Хадера — 3. Впервые обстрелу подверглась также сирийская территория: несколько ракет разорвались близ города Эль-Кунейтра. Обстрелы продолжаются. Ранее в полиции сообщили, что всего с начала войны «Хезболла» выпустила по Израилю свыше 2500 ракет. 
Сообщается, что израильские военнослужащие ликвидировали пять групп боевиков «Хезболлы» в районе Бинт-Джбейль в Южном Ливане. Вооружённое столкновение с боевиками также произошло в районе ливанского селения Маркаба. 
С начала военных действий погибли 44 израильских военнослужащих. 
Представители Ирана впервые признали, что Иран действительно вооружил «Хезболлу» ракетами дальнего радиуса действия Zelzal-2 («Зильзаль-2»). В интервью иранской газете глава организации Intifada conference Мохташами Пур заявил, что Иран передал ракеты «для защиты Ливана» 

## 5 августа
В ночь на 5 августа отряд спецназа ВМС Израиля, основываясь на данных радиоэлектронной разведки, нанёс удар по одному из координационных центров «Хезболлы» в городе Тир. (см.
Рейд на Тир).

## 6 августа
Боевики «Хезболлы» подвергли северные районы Израиля самым интенсивным обстрелам за всё время конфликта. В зоне поражения оказались практически все населённые пункты севернее Хайфы. Только по кибуцу Кфар-Гилади неподалёку от ливанской границы за 15 минут было выпущено около 80 ракет. Одна из них разорвалась у пункта сбора резервистов прямо посреди группы людей. Кроме того, взрыв вызвал детонацию находившихся рядом боеприпасов. В результате погибли 12 человек и ещё 14 получили ранения различной степени тяжести.
В Хайфе 3 жителя погибли и более 200 человек получили ранения различной степени тяжести. Разрушено здание старейшей израильской арабской газеты «Аль-Иттихад», выходящей с 1944 года .
В Ливане в результате израильских авианалётов погибло 8 человек (населённые пункты Ansar и Naquora) .
ВВС Израиля разбомбили пусковую ракетную установку в Кане, с которой производился обстрел Хайфы .
Свыше 120 раненых находятся в больницах Израиля .

## 7 августа
В результате израильских авианалётов погибла ливанская семья из семи человек в деревне Ghazzaniyeh, а в деревне Kfar Tibneet погибли две ливанские женщины и подросток. Ещё два мирных жителя погибли в деревне Harouf. Продолжились обстрелы Бейрута и долины Бекаа. Ожесточённый бой развернулся в районе деревни Houla. 

## 8 августа
Боестолкновения зафиксированы близ ливанских деревень Айтарун, Айната и Labbouneh. Израильская авиация разбомбила здание школы в деревне Мааруб. «Хезболла» продолжает ракетный обстрел северного Израиля, однако данных о пострадавших не поступало. 
Премьер-министр Израиля Эхуд Ольмерт заявил, что он изучает сенсационное заявление ливанского премьер-министра Фуада Синьоры о готовности дислоцировать на юге Ливана ливанскую армию и призвать для этого 15 тыс. резервистов. Как сообщают, это решение поддержали также и пять министров-шиитов, представляющих интересы «Хезболлы» и другого радикального шиитского движения — «Амаль».
По мнению Эхуда Ольмерта, тот факт, что экстремисты поддерживают дислокацию ливанской армии на юге Ливана, свидетельствует о том, что силы «Хезболлы» на исходе и руководство группировки стремится к прекращению огня.
Как заявил Эхуд Ольмерт, «Чем быстрее наша армия сможет покинуть Ливан, тем больше мы будем рады. Но это произойдёт только после того, как будут достигнуты главные цели — удаление „Хезболлы“ от северной границы и прекращение ракетных обстрелов».
Становится известно о том, что в Северный военный округ Израиля приказом начальника генштаба генерал-лейтенанта Дана Халуца направляется генерал Моше Каплински, который в 2000 году командовал дивизией «Ха-Галиль» и был одним из руководителей вывода израильских войск с юга Ливана. Генерал является авторитетным специалистом в тактике действий наземных войск и прекрасно знаком с обстановкой. Каплинский назначен представителем генштаба для руководства военной операцией в Ливане. В то же время командующий Северным военным округом генерал-майор Уди Адам сохраняет свой пост, хотя израильская пресса с самого начала конфликта ставит вопрос о его профессиональной пригодности и готовности вести не классическую танковую, а партизанскую войну против отлично подготовленных и вооружённых боевиков. Сам генерал Адам в интервью израильской газете «Едиот Ахронот» указал на нерешительность политического руководства, не позволяющего армии действовать в полную силу.

## 9 августа
Израильская авиация разбомбила лагерь палестинских беженцев близ ливанского города Сидон. 
Из Ливана поступают сообщения об очередных серьёзных потерях израильтян на юге Ливана. В результате ожесточённых боёв погибли пятеро военнослужащих и несколько человек получили ранения. По данным катарского спутникового телеканала «Аль-Джазира», израильтяне потеряли 11 человек и не менее десяти танков «Меркава».
Министр обороны Израиля Амир Перец заявил на встрече с министром иностранных дел Германии Франком-Вальтером Штайнмайером, что «Хезболла» использует современные противотанковые комплексы российского производства против израильских войск: «В прошлом нам обещали, что они не попадут в руки „Хезболлы“, но сегодня их применяют против солдат Армии обороны Израиля в Ливане» (высказывание опубликовано на веб-сайте израильской газеты «Едиот Ахронот».
6 августа о том же писала газета «Гаарец» — со ссылкой на израильские разведслужбы, здесь утверждалось, что боевики применяют ручные противотанковые гранатомёты РПГ-29, которые, как говорится в публикации, Россия поставляла Сирии.
Выстрел РПГ-29 способен пробивать броню израильских танков «Меркава». О наличии у «Хезболлы» современного противотанкового оружия российского производства в Израиле стали говорить ещё в 2005 году.
Израильский кабинет безопасности, куда входят силовые министры и главы спецслужб, после многочасового обсуждения даёт разрешение на проведение полномасштабной зачистки на юге Ливана вплоть до реки Литани, то есть на 25-30 км. Считается, что это позволит снизить интенсивность ракетных обстрелов израильской территории в четыре раза. Израиль заявляет, что уйдёт из Ливана, как только туда будут введены международные миротворческие силы.
Началась масштабная эвакуация израильтян из северных районов страны, наиболее страдающих от ракетных обстрелов «Хезболлы». Жителей перевозят в Тель-Авив и размещают в гостиницах за счёт еврейского агентства «Сохнут» и программы Birthright. Стоимость операции составляет 2 млн шекелей (более $450 тыс.). Пока речь идёт об эвакуации примерно 14 тыс. человек сроком на одну неделю.

## 10 августа
Несмотря на принятое 9 августа решение о расширении наземной операции в Южном Ливане вплоть до реки Эль-Литани, уже в ночь на 10 августа Эхуд Ольмерт отдаёт распоряжение отложить начало операции — согласно официальной версии, чтобы дать возможность Совету Безопасности ООН найти мирное решение кризиса. Наблюдатели, однако, полагают, что Израиль был вынужден отложить операцию под давлением США. Белый дом предупредил Израиль, что расширение операции в Ливане может привести к эскалации насилия.
Кроме того, для масштабной операции потребуется провести перегруппировку сил. Израильтяне, по сообщениям, намерены впредь двигаться в обход населённых пунктов, занимая стратегические высоты, и лишь после этого приступит к уничтожению боевиков «Хезболлы». Такая операция потребует тщательной проработки и формирования и переброски дополнительных частей в район боевых действий.
Израильское командование заявило о взятии ливанского города Марджаюн, в 9 км. от границы . По свидетельству мэра Марджаюна Фуада Хамри, гуманитарная ситуация в городе «катастрофическая». Помимо собственного населения, в нём находится много беженцев из близлежащих приграничных шиитских деревень, которые искали убежища в Марджаюне в надежде на то, что христианский город война обойдёт стороной. 
Израильские сухопутные войска 10 августа вновь несут столь серьёзные потери, что ливанские газеты на следующее утро называют этот день «днём „Меркавы“» — боевикам, по ливанским данным, удалось подбить 15 израильских танков «Меркава». Израильтяне признали потерю лишь 5 танков.

## 11 августа
Россия внесла на рассмотрение Совета Безопасности ООН проект резолюции по Ливану, в котором предлагалось объявить немедленное и полное прекращение огня — «гуманитарное перемирие» на трое суток. Ещё до голосования по резолюции Израиль отверг её, заявив, что «Хезболла» воспользуется перемирием для перегруппировки сил.
С самого утра 11 августа, в качестве ответа на потери, израильская армия подвергла массированным авиационным и артиллерийским ударам с суши и моря населённые пункты и места расположения тыловых баз «Хезболлы» по всей территории Ливана.
Ударам с воздуха также подверглись Бейрут и Тир.
Вечером 11 августа по приказу израильского премьер-министра Эхуда Ольмерта вооружённые силы Израиля начали крупномасштабную сухопутную операцию в Южном Ливане. За несколько часов, как сообщают СМИ, контингент израильских войск в Ливане был фактически утроен. Помимо пехоты и танков, продвигавшихся с юга от границы, в районе реки Литани с вертолётов был высажен многочисленный десант.
По мнению некоторых обозревателей, решение о начале операции стало результатом давление на политическое руководство страны со стороны генштаба. Израиль не мог закончить операцию, не нанеся удара по районам вдоль реки Литани, где, по мнению спецслужб, сосредоточен основной ракетный потенциал «Хезболлы». Захват территории до реки Литани также мог бы гарантировать, что она будет затем передана под контроль ливанской армии.
В то же время в разговоре с госсекретарём США Кондолизой Райс Эхуд Ольмерт сказал ей, что Израиль готов прекратить операцию сразу после того, как международным сообществом будут приняты его основные требования: боевики «Хезболлы» должны быть разоружены и выведены с юга Ливана, куда должен быть введён крупный международный воинский контингент с участием ливанской правительственной армии.
Самолёт израильских ВВС атаковал колонну беженцев, покидавшую город Марджаюн и состоявшую из примерно 600 автомобилей с гражданскими лицами и грузовиков с ливанскими солдатами. Погибли по меньшей мере 6 человек, 16 получили ранения. Инцидент произошёл в районе долины Бекаа, в 40 километрах севернее реки Литани. Израильские военные заявили, что эта колонна, в отличие от десятков других, не получила перед выездом разрешение на передвижение в запретной зоне.  

### Резолюция 1701
Вечером 11 августа (ночью 12 августа по ближневосточному времени) Совет безопасности ООН единогласно принимает резолюцию # 1701 о прекращении огня в Ливане. Проект резолюции был совместно выдвинут Францией и США.
Резолюция обязывает «Хезболлу» и Израиль к прекращению огня с 08.00 мск 14 августа, предусматривает развёртывание на юге Ливана контингента войск ООН численностью 15 тыс. военнослужащих, предписывает Ливану ввод равного по численности контингента войск в буферную зону от ливано-израильской границы до реки Литани и «разоружение всех вооружённых групп в Ливане [согласно резолюции СБ ООН № 1559], с тем чтобы… власть и оружие в Ливане принадлежали только ливанскому государству». Согласно резолюции, оружие не должно продаваться и поставляться в Ливан без разрешения правительства страны. Параллельно с вводом войск UNIFIL и Ливана Израиль должен вывести свои войска с ливанской территории.
Новый миротворческий контингент будет сформирован на основе временных сил ООН в Ливане (UNIFIL), насчитывающих 2 тыс. наблюдателей. Как ожидается, французские войска составят основу сил ООН в Ливане. По сообщению российского МИД, Россия поддержала резолюцию, но своих миротворцев в зону конфликта направлять не будет.
Согласно резолюции, войска ООН получат дополнительные полномочия, чтобы обеспечить прекращение огня. Они, в частности, смогут применять оружие для защиты гражданского населения и представителей гуманитарных организаций.
Израиль и Ливан поддержали резолюцию. Лидер движения «Хезболла» шейх Хассан Насралла 12 августа также заявил в интервью CNN, что его организация подчинится резолюции.

## 12 августа
Утром вооружённые силы Израиля нанесли удар по деревне Рашаф, расположенной на юге Ливана. Удар привёл к потерям среди мирного населения. По официальным данным, жертвами израильской операции стали по меньшей мере 15 человек, сообщает агентство AP.
В руководстве Израиля выразили удовлетворение текстом резолюции 1701 СБ ООН. Начальник Генштаба Армии обороны Израиля Дан Халуц заявил, что силы израильской армии останутся в Ливане до тех пор, пока им на смену не придет международный контингент.
Министр информации Ливана заявил, что ливанское правительство близко к согласию по резолюции.
Министр иностранных дел Ирана заявил по иранскому телевидению, что резолюция 1701 «служит сионистским интересам».
Ожесточённые столкновения происходят в 7 км от израильской границы (деревня Ghandouriyeh), где «Хезболла» заявляет о подбитии 7 танков, но командование Израиля признаёт потерю только одной бронемашины 
Боевикам «Хезболлы» близ деревни Ятер удалось сбить израильский военный вертолёт с 5 членами экипажа на борту  (недоступная ссылка). Всего за этот день погибло 24 израильских военнослужащих.

## 13 августа
Израильское правительство вслед за кабинетом министров Ливана и представителями «Хезболлы» выразило поддержку резолюции № 1701 Совета Безопасности ООН. Как заявил премьер-министр Израиля Эхуд Ольмерт, «Резолюция 1701 Совбеза ООН — это хорошее решение, которое … не позволит вернуться к прежней ситуации. „Хезболла“ больше не будет государством внутри государства».
В то же время израильская оппозиция расценивает одобрение резолюции правительством как фактическое признание своего поражения и неспособности одержать победу в войне с «Хезболлой». В частности, не решена проблема освобождения похищенных израильских солдат, что и стало поводом для боевых действий. В резолюции лишь содержится призыв освободить их. Кроме того, Израиль предпочёл бы иметь на юге Ливана контингент сил НАТО, а не ООН.
С приближением окончания войны среди оппозиции звучат призывы к отставке премьер-министра и министра обороны. Их обвиняют в неопытности, что выразилось в уверенности в том, что проблему «Хезболлы» можно решить при помощи одних лишь авиаударов, и в задержке с началом крупной наземной операции. Оппозиция требует создать государственную комиссию по расследованию действий государственных структур и армии во время конфликта.
Тем временем ожесточённые бои шли в районе ливанского города Айта аш-Шааб в 700 метрах от израильской границы .
В течение 13 августа практически весь израильский север подвергался интенсивным ракетным обстрелам. В первой половине дня в результате прямого попадания ракеты в дом погиб 83-летний житель Шломи. В Цфате два человека получили осколочные ранения средней степени тяжести. В Крайот два человека получили тяжёлые ранения. Одна из ракет упала у входа в Управление полиции Цфата. Несколько полицейских получили лёгкие ранения. В районе Кирьят-Шмоны взорвались около 100 ракет. В Западной Галилее в результате взрывов ракет возникли сильные пожары. Во второй половине дня «Хезболла» подвергла массированному обстрелу Хайфу и Крайот .

## 14 августа
До 8 часов утра по местному времени, когда вступило в силу соглашение о прекращении огня, продолжались ракетные обстрелы израильской территории, удары израильских ВВС по объектам в Ливане и перестрелки сухопутных войск с «Хезболлой». В 8 часов утра боевые действия прекратились. .
При этом, однако, Израиль оставил за собой право на самооборону и заявил о сохранении морской и воздушной блокады Ливана. За несколько часов до прекращения огня израильские самолёты разбросали над Бейрутом листовки с предупреждением о том, что в случае нарушения «Хезболлой» условий перемирия ответный удар Израиля будет ещё сильнее, чем раньше.
Ливанское правительство, в свою очередь, из-за внутренних разногласий так и не смогло договориться по вопросу разоружения боевиков «Хезболлы».
Уже с утра тысячи ливанских беженцев длинными колоннами автомашин двинулись с севера страны в свои дома на юге по немногим уцелевшим дорогам.

## 16 августа
Представители «Хезболлы» заявили, что «Хезболла» не собирается разоружаться и отводить боевиков за реку Литани. 

## 19 августа
Ливанская армия развёртывается в Южном Ливане. За несколько дней подразделения общей численностью около 6000 человек заняли позиции в 30 населённых пунктах Южного Ливана.
Израильский спецназ произвёл операцию неподалёку от города Баальбек в долине Бекаа. В ходе перестрелки погибло три боевика Хезболлы и израильский офицер. Ливанский премьер-министр Фуад Синиора назвал случившееся нарушением резолюции 1701 СБ ООН. В канцелярии Эхуда Ольмерта заявили, что операция не противоречит резолюции 1701 и была необходима для предотвращения поставок оружия «Хезболле».  . Кофи Аннан назвал операцию спецназа нарушением резолюции. 